# Koninkrijk Toledo
Het koninkrijk Toledo was een van de middeleeuwse koninkrijken van het Iberisch Schiereiland. 

## Achtergrond
In mei 1085 slaagde koning Alfons VI van León de hoofdstad Toledo van de Taifa Toledo te veroveren en lijfde de taifa bij het Koninkrijk Castilië. De Slag bij Las Navas de Tolosa in 1212 was een kantelpunt in de Reconquista.
Het koninkrijk Toledo was geen onafhankelijk koninkrijk, maar vanaf 1230 een deel van de Kroon van Castilië. Tegen de zestiende eeuw begon het Koninkrijk Castilië Oud-Castilië te heten en dat van Toledo werd bekend als Nieuw-Castilië. Ze had een stem in de Cortes (Spaanse Hofraad) en de rechtbank. Zowel kerkelijk als politiek, sociaal en economisch was het aartsbisdom Toledo de belangrijkste instelling in het koninkrijk.
In 1833 schafte minister van Binnenlandse Zaken Javier de Burgos het systeem van onafhankelijke koninkrijken af en herschikte Spanje in 52 provincies met een sterk centraal gezag.